# Giovanni Giustiniani Longo
Giovanni Giustiniani Longo (grč. Ιωάννης Λόνγος Ιουστινιάνης, Iōánnēs Lóngos Ioustiniánēs; lat. Ioannes Iustinianus Longus; 1418. – 1. lipnja 1453.) bio je Đenovski vojskovođa koji je zapovijedao kopnenim snagama Bizantskoga carstva za vrijeme opsade Carigrada 1453. godine.

## Životopis

### Prije opsade Carigrada
Sin Bartolomeja Giustiniania, rođen je vjerojatno u Genovi, oko 1418. godine iz jednog od dva očeva braka, prvi s Novellinom Raffaelea Giustinianija Arangia, drugi s Eleonorom di Valerano Spinola. Imao je i brata Galeazza, također trgovca i pomorskog kapetana.
Obitelj Giustiniani se u Genovi politički uzdigla tijekom druge polovice 14. stoljeća, kada je predak obitelji Antonio Giustiniani stekao toliki utjecaj da je, između ostaloga, 1390. godine prognan iz grada s duždom Antoniottom Adornom zbog straha da će ga upravo on zamijeniti. Po povratku iz izgnanstva, Antonio je 1401. godine obnašao dužnost jednog od dvojice republičkih priora, a ugovorima je stekao kontrolu nad otokom Chiosom za svoju obitelj. Antoniovi nasljednici su se više okrenuli trgovini nego politici, pa se tako i Giovanni Giustiniani već 1443. bavi trgovinom u ime oca Bartolomeja. Pri tome je često sklapao sumnjive poslove i nije puno mario za vraćanje dugova, pa mu je dužd Raffaele Adorno 1446. godine zaplijenio dio imovine.
Kada 1447. godine dolazi do pobune protiv obitelji Adorno, Giustiniani staje uz frakciju obitelji Fregoso, te 1447. Giano Fregoso postaje novi dužd. Zbog toga Giustiniani biva bogato nagrađen, nakon čega je organizirao privatnu flotu i počinje se baviti piratstvom na obalama Provanse. Iste godine imenovan je upraviteljem rata i konzulom Teodosije na razdoblje od jedne godine, ali je titulu konzula zadržao i sljedeće dvije godine. 

### Opsada Carigrada
Kako 1452. godine započinju pripreme Osmanskog carstva za konačno osvajanje Carigrada, bizantski dvor je zatražio vojnu pomoć od europskih monarhija. U tu svrhu dužd Pietro Fregoso započinje novačenje ljudi, kojima se, pritisnut optužbama za piratstvo od političkih protivnika, pridružuje i Giovanni Giustiniani. U siječnju 1453. godine dolazi u Carigrad s dva bojna broda puna zaliha hrane i baruta te 300 Đenovljana s otoka Chiosa i još 400 poslanih od strane Republike Genoe. Iste godine bizantski car Konstantin XI. Palaelog mu dodjeljuje titulu protostratora te ga imenuje zapovjednikom kopnenih obrambenih snaga Carigrada, pritom mu obećavši i otok Lemnos za osobni posjed.  
Osmanska vojska počela se okupljati ispred grada 2. travnja, dok je sam sultan Mehmed II. Osvajač pred grad stigao 5. travnja 1453. godine, kada je počela blokada i opsada grada. Centralni obrambeni položaj koji je držao Giustiniani bio je kod Zlatnih vrata, glavnog ulaza u sam grad s kopna. Njegova karizma i stručnost bili su ključna u organiziranju obrane s relativno malenim brojem loše uvježbanih branitelja grada te u sprečavanju sukoba među Grcima, Genovljanima i Mlečanima. Unatoč stalnom bombardiranju zidina grada od strane velikih osmanskih topova, pod Giustinianijevim vodstvom one su preko noći popravljene i utvrđivane dok se uzaludno čekala pomoć europskih monarhija.  
Na posljednji dan opsade grada, 29. svibnja 1453. godine, Giustiniani je teško ranjen iz osmanskog topa u tijelo i ruku, te su ga njegovi vojnici iznijeli sa zidina kroz mala vrata u grad. Gubitak zapovjednika izazvao je paniku i strah među braniteljima, te su i oni kroz ista vrata provalili u grad pritom dobrim dijelom napustivši obranu zidina. Grad je isti dan pao u Osmanske ruke nakon 53 dana opsade. 
Giustinianija su njegovi vojnici uspjeli izvesti iz grada, ali je teško ranjen preminuo 1. lipnja na putu za Chios. Pokopan je u crkvi Sv. Dominika na Chiosu, koja je uništena u potresu 1881. godine ali pronađeno je nekoliko fragmenata natpisa s grobnice.

## Obitelj
Oko 1447. godine Giustiniani je oženio Clemenzu Fregoso, sestru budućeg dužda Pietra Fregosa, sklopivši tako moćan savez s vladajućom obitelji u Genovi. Vjerojatno nisu imali djece jer nakon njegove smrti kao izvršitelj oporuke navodi se njegov brat Galeazzo, koji i nakon toga nastavlja upravljati njegovim posjedima na jednako beskrupulozan način kao i Giovanni Giustiniani. 

## Književnost i film
- U romanu Mike Waltarija The Dark Angel Giustiniani je jedan od glavnih protagonista.
- U romanu Petera sandhmana Porphyry and Ash Giustiniani je jedan od glavnih protagonista.
- U romanu Jacka Highta Siege Giustiniani je jedan od glavnih protagonista.
- U turskom filmu Istanbul'un Fethi iz 1951. godine Giustinianija glumi turski glumac Kemal Ergünenç.
- U turskoj miniseriji Fetih 1453. Giustinianija glumi turski glumac Cengiz Coşkun.
- U turskoj dokumentarnoj seriji Rise of Empires: Ottoman Giustinianija glumi turski glumac Birkan Sokullu.